# Agrostis griquensis
Agrostis griquensis é uma espécie de gramínea do gênero Agrostis, pertencente à família Poaceae.